# Guailopo
Guailopo, jeda od skupina Varohio Indijanaca, skupina Taracahitian, koji su obitavali na zapadu meksičke države Chihuahua. Prema Orozco y Berri živjeli su zajedno s plemenom Chinipa u pueblu San Andres Chinipas.